# Липовка (Сумский район)
Липовка (укр. Липівка) — село,
Сульский сельский совет,
Сумский район,
Сумская область,
Украина.
Село присоединено к селу Печище в 1987 году .

## Географическое положение
Село Липовка находится на одном из истоков реки Сула,
на противоположном берегу расположено село Печище.
На реке большая запруда.

## История
- 1987 — присоединено к селу Печище.